# 甲賀市立甲賀中学校
甲賀市立甲賀中学校（こうかしりつ こうかちゅうがっこう）は、滋賀県甲賀市甲賀町相模にある公立中学校。

## 沿革
- 1947年4月1日 - 大原小学校内に大原中学校を設立。油日小学校内に油日中学校を設立[2]。
- 1950年10月20日 - 大原中学校及び油日中学校の統合で両校が合併。甲陽中学校設立。（開校記念日）
- 1955年4月1日 - 甲賀郡甲賀町の誕生により甲賀町立甲賀中学校となる。
- 1956年4月1日 - 近隣の甲賀町立佐山中学校を合併。佐山中学校は佐山校舎となる。
- 1958年4月1日 - 佐山校舎を廃止。
- 2004年10月1日 - 甲賀郡甲賀町が周辺4町と合併したことにより、甲賀市立甲賀中学校に改称する。

## 校区
- 甲賀市立大原小学校
- 甲賀市立油日小学校
- 甲賀市立佐山小学校

## 部活動

### 運動部
- サッカー部
- 陸上部
- 野球部
- テニス部（男・女）
- バスケットボール部（男・女）
- バレー部（女子）
- バドミントン部（女子）

　卓球部（男子）

### 文化部
- 吹奏楽部
- 美術部

## アクセス
- JR草津線 甲賀駅から徒歩5分